# Vladimir Černov
Vladimir Nikolaevič Černov (Krasnodar, 22 settembre 1953) è un baritono russo, fino al 1992 sovietico.
Vladimir Černov nacque in un piccolo paese non distante dalla città di Krasnodar, nella Russia del sud.
Studiò al Conservatorio Čajkovskij di Mosca, presso il quale si diplomò.
In seguito agli studi, entrò nel 1981 a far parte della Kirov Opera, nella città di Leningrado; lo stesso anno si aggiudicò il "Premio Michail Ivanovič Glinka".
Nel 1982 si trasferì in Italia, dove lavorò presso l'Accademia Teatro alla Scala a fianco di Giulietta Simionato.
Un anno dopo, nel 1983, vinse un ulteriore premio nella competizione "Voci Verdiane" tenutasi nella città natale di Giuseppe Verdi, Busseto.
Come membro della Kirov Opera di Leningrado, Černov cantò nei più grandi teatri del mondo quali la Royal Opera House di Londra, il Teatro alla Scala di Milano, lo Staatsoper di Vienna, l'Opéra di Parigi, il Teatro dell'Opera di Roma, l'Arena di Verona.
Il suo debutto al Metropolitan Opera si ebbe nel 1991 con il ruolo di Sharpless nell'opera pucciniana Madama Butterfly.
In seguito cantò in opere di Verdi quali Stiffelio, Simon Boccanegra, Don Carlos.
Dopo il grande successo ottenuto con le opere italiane, tornò al repertorio nativo e interpretò Eugene Onegin, La Regina di Picche, Guerra e Pace, Mazeppa.
Dal 2005 insegna a Los Angeles (Stati Uniti) presso l'Università della California.